# Nisshin Maru
O navio de prefixo naval MV Nisshin Maru (日新丸)  é um baleeiro de 8.000 toneladas japonês. É o principal navio da frota de caçadores de baleia do Japão. É uma embarcação convertida em pesqueiro, atua principalmente através da pesca de arrasto e espinheis. É também o maior membro, e carro-chefe da frota baleeira de sete membros, liderada pelo líder da pesquisa Shigetoshi Nishiwaki, e sediado no Japão, no porto de Shimonoseki. O navio é propriedade da empresa Kyodo Senpaku Kaisha Ltd e é contratada pelo Instituto de Pesquisa de Cetáceos.

## Acidente em em 2007

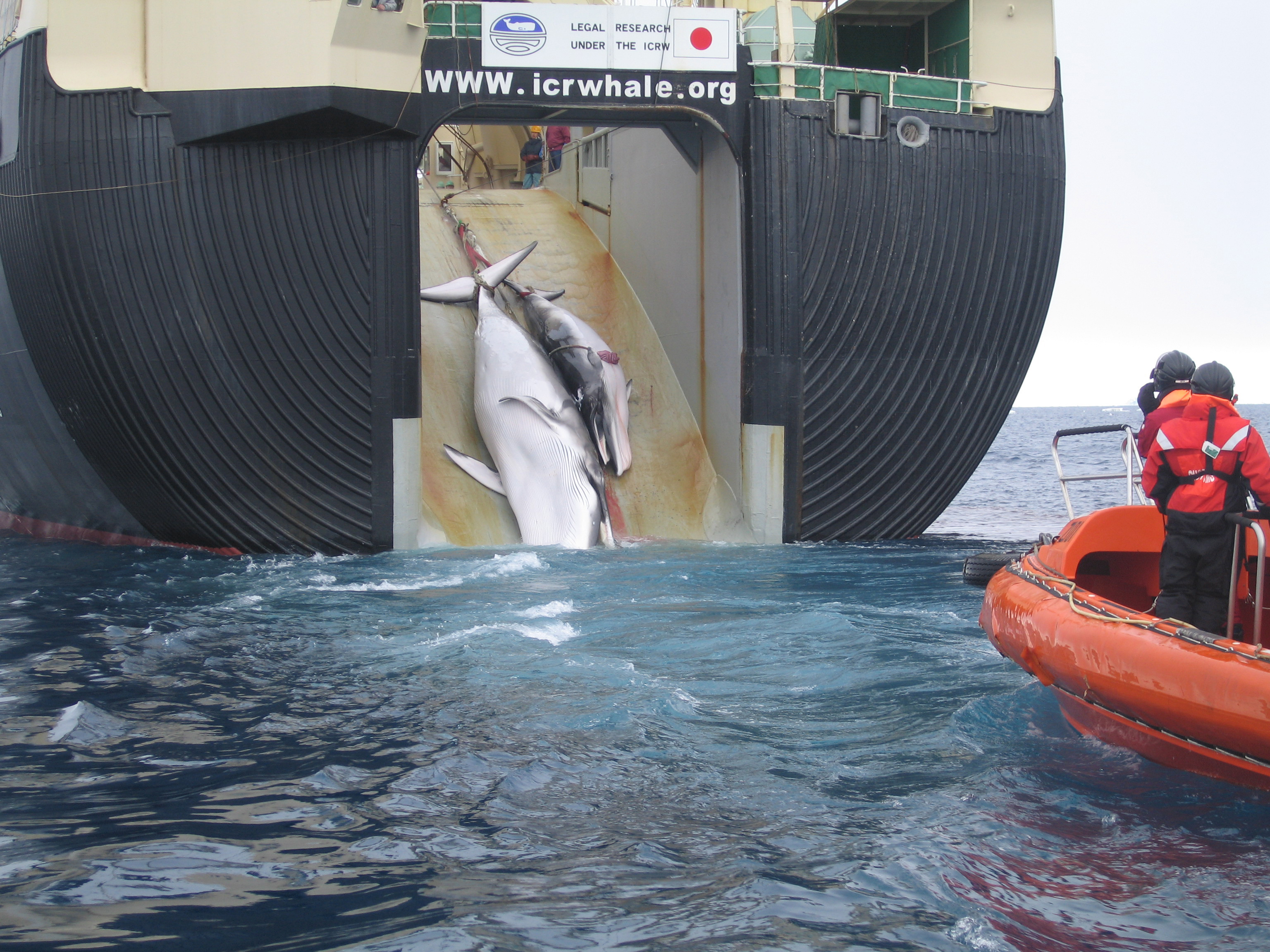
O baleeiro japonês abatendo um cetáceo e seu filhote.

Um grande incêndio na fábrica de processamento do navio eclodiu em 15 de Fevereiro de 2007, enquanto em águas antárticas. O dano resultante causou ao navio a sua desativação temporaria, a acidente ocorreu enquanto a embarcação transportava cerca de 1.000 toneladas de petróleo. Este incidente teve lugar na pesquisa da Nova Zelândia e da Região de Resgate. Um membro da tripulação foi morto no fogo.
Citando preocupações ambientais, especificamente nas proximidade do navio na Antártida, maior conglomerado de colôna de Pinguim-de-adélia do mundo, o ministro Neo-zelandês Chris Carter se juntou a grupos de civis internacionais solicitando que o navio seja rebocado. Do Japão, o Instituto de Cetáceos Research (ICR), que administra o navio com a Kyodo Senpaku Kaisha, recusou ofertas de um reboque do navio do Greenpeace, o MV Esperanza, que estava acompanhando a embarcação desde 17 de Fevereiro. Em 28 de fevereiro, o ICR divulgou um comunicado sobre sua decisão de cortar as atividades de caça de baleias da Antártida entre 2006/2007 devido ao equipamento irrecuperável e Nisshin Maru partiu para o Japão.

## Outros incidentes
O Nisshin Maru e o MV Arctic Sunrise, do Greenpeace, colidiram em dezembro de 1999 e em janeiro de 2006. Em 2006, ambos os navios alegaram terem sido abalroado pelo outro, e o ICR postou um vídeo para apoiar a sua versão do incidente. O Greenpeace respondeu que as ondas provenientes do Ártico MV Sunrise na disputa que apareceram no vídeo, eram proveniente de seus motores em sentido inverso; Greenpeace também reivindicou a localização de formações de nuvens no fundo do vídeo ICR indicam o MV Nisshin Maru estava virando o navio do Greenpeace no momento da colisão.
A Sea Shepherd afirmou seu presidente Paul Watson foi baleado por alguém do Nisshin Maru, durante um confronto com o Steve Irwin na Antártica em 2008, Nas filmagens fornecidas pelo Sea Shepherd aparece um pequeno fragmento metálico muito menor que um projetil preso ao colete, Paul Watson não apresentava qualquer marca sobre o colete pertinente com um a energia de um disparo de arma de fogo e esta é a única vez em que Paul Watson é visto utilizando um colete a prova de balas, fato que gerou muita desconfiança da mídia. Um porta-voz reconheceu que ICR lançou sete sinalizadores, mas afirmou que "não houve qualquer tipo de tiros"  que foram disparados.
Em março de 2011, o Nisshin Maru retornou início das operações no Oceano Antártico, e atuou na ajuda nos esforços de socorro após o terremoto de Tohoku em 2011 e o posterior tsunami, transportando alimentos, combustível e outros suprimentos para áreas devastadas pela catástrofe.
Em fevereiro de 2013, o Nisshin Maru se envolveu em uma colisão múltipla de navios, colidindo com as embarcações da Sea Shepherd, MY Steve Irwin, MY Bob Barker e o MY Sam Simon bem como navio de reabastecimento do baleeiro, o Sun Laurel. O Bob Barker foi danificado e emitiu um pedido de socorro. O salva-vidas da Sun Laurel também fora danificados devido à colisão.

## Nova regulamentação da IMO
A Organização Marítima Internacional, criou novos que entrou em vigor em julho de 2011, tornou ilegal para o Nisshin Maru MV, operar enquanto estiver usando óleo pesado abaixo de 60 graus ao sul. Isso provavelmente irá aumentar o custo da operação no Oceano Antártico. As novas regras proíbem navios que utilizam óleo pesado na área que rege o Tratado da Antártida, devido ao risco para a vida selvagem, no caso de um derramamento de óleo.

## Outras aparições
O MV Nisshin Maru, é destaque em jogos simuladores como o Ship Simulator 2008, juntamente com o Kyo Maru Nº1 e do navio Esperanza do Greenpeace, juntamente com seus barcos infláveis de popa. O Nisshin Maru foi o cenário principal para o filme Drawing Restraint.